# Puente Sifón Loncomilla

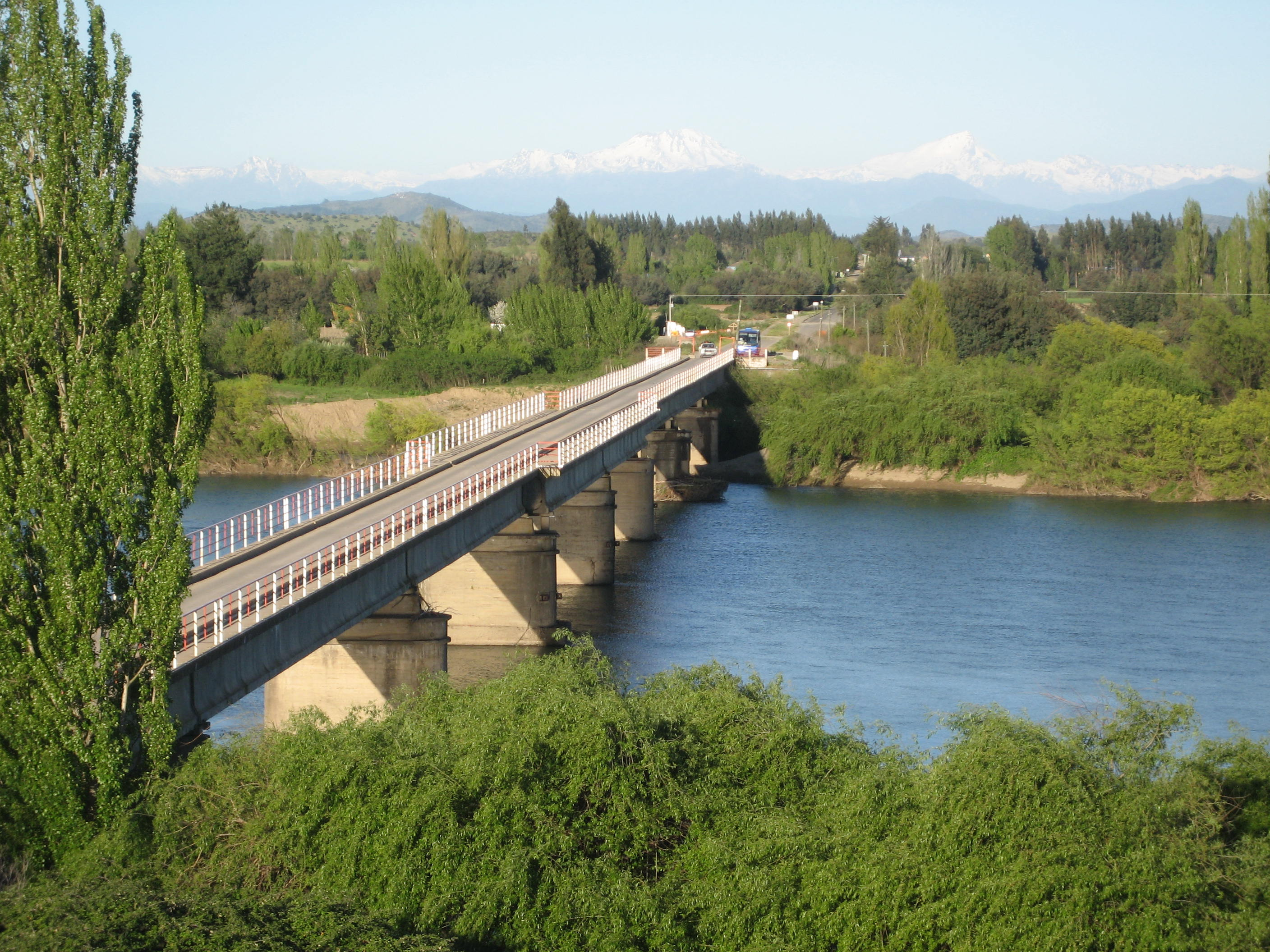
El acueducto en el año 2007. Los vehículos pesados debían detenerse y los pasajeros transbordar a vehículos livianos.

El puente Sifón Loncomilla o más comúnmente puente Sifón está ubicado sobre el río Loncomilla, tras la afluencia del río Longaví, en la Región del Maule, Chile. Fue construido como puente para unir las zonas de Linares con San Javier de Loncomilla, y también como acueducto para llevar aguas de riego a la zona agrícola de San Javier. Estas aguas son llevadas por el canal Melozal (37 km de largo con una capacidad de 9 m3/s), que a su vez toma aguas del río Putagán, cerca de su cruce con la carretera Panamericana.

## Función

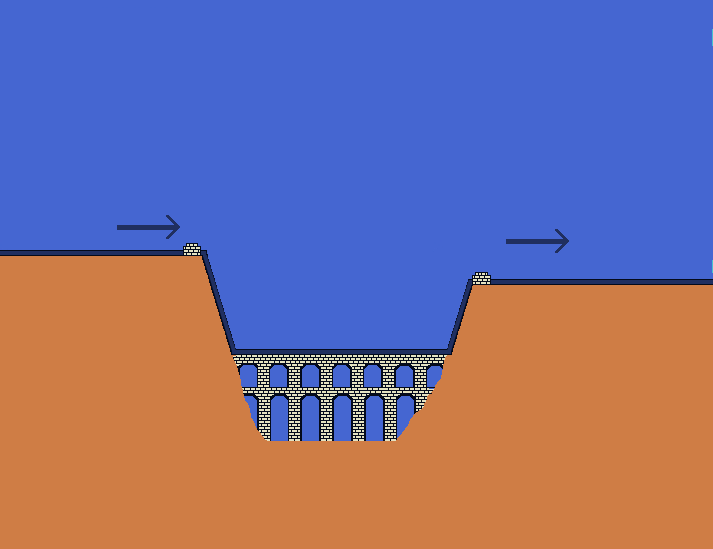
El sifón es el mismo sistema conocido y utilizado en la Antigua Roma.

En el kilómetro 11 del canal Melozal, este corre por un canal descubierto de sección trapecial, paralelo al camino que une la ciudad de Linares con la de San Javier. Poco antes de llegar (desde Linares) al río Loncomilla, las aguas del canal ingresan a un tubo o sifón que se posiciona bajo la loza de pavimento del camino y así cruza el río, apoyado sobre los pilones del puente. Al otro lado aparece nuevamente el tubo que vierte las aguas en un canal abierto.

## Construcción
El puente mismo tiene 340 metros de largo y está construido con vigas de hormigón pretensado, una de las primeras obras que utilizó este sistema en Chile. El sifón o tubo tiene una longitud de 2.400 metros y un diámetro de 2,6 metros.

## Uso
Después de su construcción, el puente fue usado por vehículos demasiado pesados que dañaron parcialmente la estructura. En los años 1970 fue clausurado para vehículos pesados. Después, su estructura fue sometida a algunas modificaciones, como la reparación interior del sifón circular, la reparación de las juntas transversales de los dos ductos del puente y el refuerzo interior y exterior de la zona inferior de los ductos.
Durante el terremoto del 27 de febrero de 2010, el puente colapsó y dejó 7.500 hectáreas sin riego, siendo reparado posteriormente.
Tras la puesta en servicio del puente Marimaura (480 m, distribuidos en 12 tramos de 40 metros cada uno, una calzada de 10 metros de ancho y pasillos de 1,50 metros a cada lado. Con accesos de 1,2 km al lado Linares y 1,52 km al lado de San Javier, Marimaura), el puente Sifón Loncomilla fue cerrado al tránsito de personas y vehículos y sirve solamente como acueducto.